# Roller hockey Dijon
Le Roller hockey Dijon (RHD) est un club français de Roller In Line Hockey fondé en 1995 et évoluant cette année[Quand ?] au sein du championnat de Nationale 3. L'équipe première porte le surnom des Cardinaux de Dijon et est entraînée par Aurélien Narmantowicz. Le club est une association loi de 1901 présidée depuis 2013 par Antoine Marchand. Il est affilié à la « Fédération Française de Roller Sports » et à la « Ligue de Bourgogne de Roller Sports ».

## Historique
L'origine du Roller Hockey Dijon (RHD) remonte à 1995. Il s’appelait à l’époque le « RSDB » (Roller-Skate Dijon Bourgogne) avec Catherine ADIN présidente et Patrick ADIN moteur-coach-entraineur des deux équipes séniors engagées en compétition. Le club avait atteint  la finale du tournoi Rollerblade, ancêtre du championnat de France, quand il n'existait pas encore. Le club proposait également une initiation au roller encadrée par Sabina Torre et comptait une équipe benjamin entrainée par Francis Pansiot, jusqu’à ce qu’ils deviennent cadets. Cette équipe fut à chaque fois éliminée au stade des quarts de finale.
À la suite de la scission du Roller Skating Dijon Bourgogne (RSDB)  en 1999, la section hockey se renomme Roller Hockey Dijonnais et s’axe entièrement sur la discipline RILH avec une seule équipe engagée en championnat de Nationale 3, qu’elle n’a plus quitté depuis.

## Les Cardinaux
Depuis l'année 2012, les joueurs de l'équipe sénior se nomment les cardinaux, image qui définira désormais le logo du club. Ils évoluent au sein de « la poule C du championnat de France de Nationale 3 » et participent à la coupe de France.
L'équipe loisir a en outre décidé de s'engager en « championnat pré-national » pour la saison 2012-2013.

## Effectif N3
| No    | Nom                   | Nat. | Position | Arrivée |
| ----- | --------------------- | ---- | -------- | ------- |
| +001, | Etienne Brouillet     |      | GB       | 2013    |
| +035, | Aymeric Morel         |      | GB       | 2007    |
| +052, | Sylvain Lhuillier     |      | GB       | 2013    |
| +062, | Yves Monchot          |      | GB       | 2012    |
| +017, | François Bouscary     |      | D        | 2012    |
| +055, | Antoine Marchand      |      | D        | 2009    |
| +029, | Cédric Bousseaud      |      | D        | 2012    |
| +031, | Aurélien Narmantowicz |      | D        | 2011    |
| +060, | Thibault Salles       |      | D        | 2010    |
| +069, | David Pilleron        |      | D        | 2013    |
| +007, | Rodolphe Chevaux      |      | A        | 2011    |
| +008, | Mickaël Perron        |      | A        | 2011    |
| +010, | Yoann Gard            |      | A        | 2012    |
| +012, | Olivier Renaud        |      | A        | 2006    |
| +015, | Jean-Luc Maes         |      | A        | 2011    |
| +030, | Jérémy Caillé (A)     |      | A        | 2012    |
| +061, | Nicolas Vouthier (C)  |      | A        | 2008    |
| +087, | Florian Dubois (A)    |      | A        | 2008    |
| +091, | Théo Gauthier         |      | A        | 2011    |

## Palmarès
Nationale 3: une 1/2 finale, six 1/4 de finale et quatre 1/8èmes de finale.
Pré-nationale: une 1/2 finale.
Coupe de France: deux fois éliminés en 1/64èmes de finale